# Jastrabia dolina

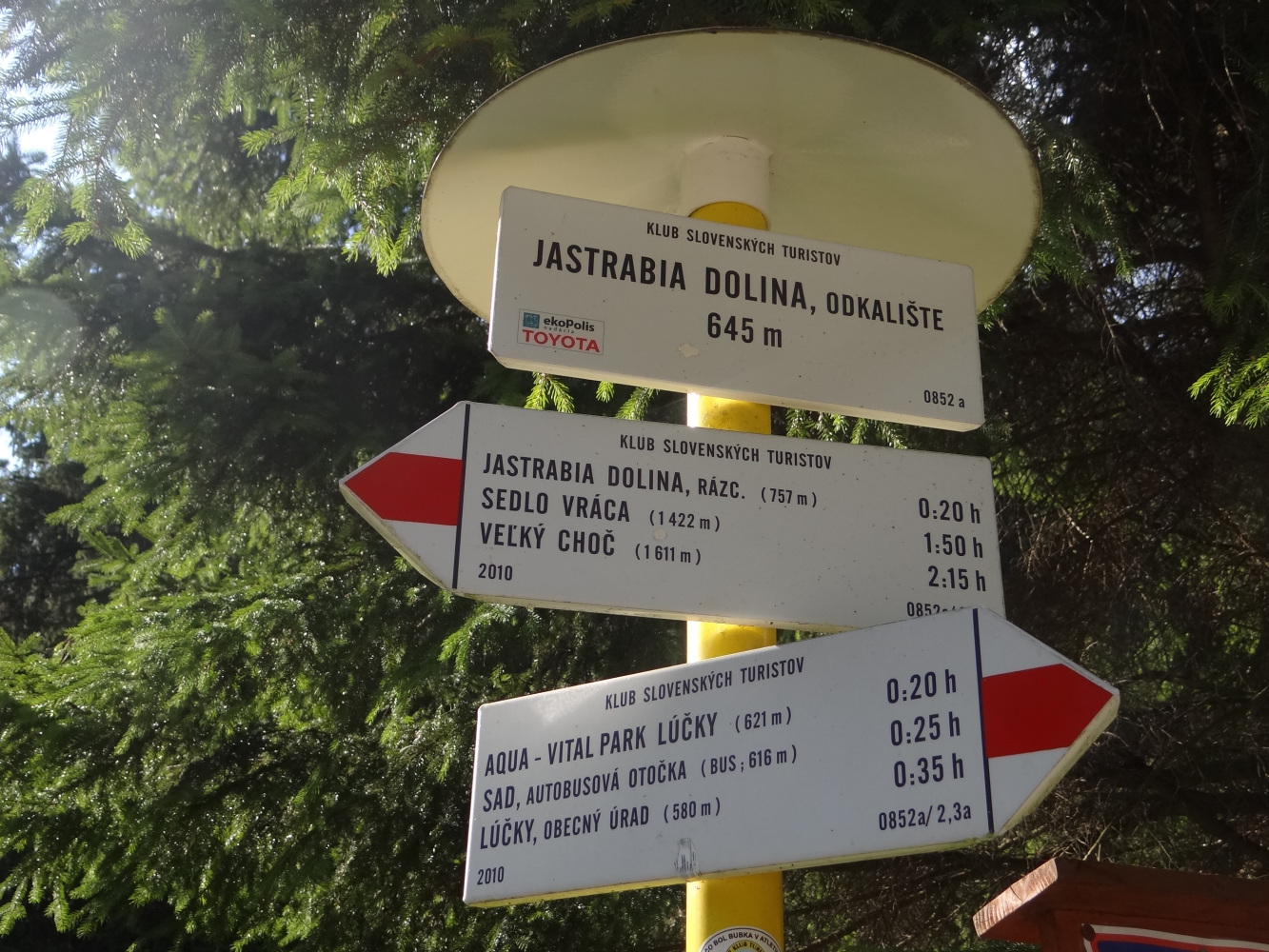

Jastrabia dolina (pol. Dolina Jastrzębia) – orograficznie prawa odnoga Doliny Luczańskiej (Lúčanská dolina) w Górach Choczańskich na Słowacji. Opada spod polany Žimerová pod Wielkim Choczem (Veľký Choč) w kierunku południowo-wschodnim do doliny Žimerovego potoku i następnie dolną częścią doliny tego potoku w kierunku północno-wschodnim. Uchodzi do Doliny Luczańskiej powyżej miejscowości Lúčky na wysokości ok. 750 m. W miejscu tym znajduje się niewielkie miejsce biwakowe.
Jastrabia dolina jest całkowicie zalesiona. Jej dolną częścią (wzdłuż Žimerovego potoku) prowadzi dobra droga leśna. Ten dolny odcinek doliny jest często wykorzystywany jako trasa spacerowa przez kuracjuszy przebywających w uzdrowisku Lúčky. Doliną chodzą także turyści podchodzący z miejscowości Lúčky na Wielki Chocz, dolina ta jest dla nich dolnym, najłatwiejszym odcinkiem trasy.

## Szlaki turystyczne
Lúčky – Dolina Luczańska – Jastrabia dolina – Zimerová – Vráca – Wielki Chocz. 4 h 15 min, ok. 1000 m podejścia.